# Жулебино (муниципальный округ)
Жуле́бино — бывший муниципальный округ Москвы, просуществовавший с 1991 года по 1995 год. Позже его территория вместе с территорией муниципального округа «Выхино» была включена в состав нового района «Выхино-Жулебино».
Муниципальный округ получил своё название по располагавшейся ранее на этом месте деревне Жулебино, давшей название микрорайону «Жулебино».

## История
Временный муниципальный округ «Жулебино» был создан в ходе административной реформы 1991 года и входил в состав Юго-Восточного административного округа Москвы. При этом до 13 марта 1992 года в его состав также входила территория московского эксклава — Некрасовки, позже выделенного в отдельный муниципальный округ.
После принятия 5 июля 1995 году закона «О территориальном делении города Москвы» территория временного муниципального округа «Жулебино» была объединена с территорией муниципального округа «Выхино» в новый район Москвы «Выхино-Жулебино».

## Границы муниципального округа
Согласно распоряжению мэра Москвы «Об установлении временных границ муниципальных округов Москвы» граница муниципального округа «Жулебино» точно не определялось, говорилось лишь, что муниципальный округ создан в границах проекта детальной планировки, включая посёлок Некрасовка.